# Форт Леслі Макнейр
Форт Леслі Макнейр (англ. Fort Lesley J. McNair) — одна з військових баз армії США, яка розташована на краю півострову Базард-Пойнт на злитті річок Потомак та Анакостія у федеральному окрузі Колумбія. Форт був заснований у 1791 році, як Вашингтонський арсенал, існує понад 200 років і є третім за тривалістю служби серед військових баз США після Вест-Пойнта з Військовою академією та Карлайл-Барракс з Воєнним коледжем армії США. Форт носить ім'я американського генерала Леслі Макнейра, що загинув у роки Другої світової війни.